# 周自超
周自超（1760年—1837年），一名士超，字子兰，号岚溪，又号伟斋，福建泉州府永春桃城桃溪村人，生於台灣府淡水廳竹塹〔今竹北市新社里〕。清朝軍事將領、詩人，武探花及第。
周自超自幼聪颖，博学能文，工书法，且勇力过人，于是改应武科。乾隆五十八年（1793年），中式一甲第三名武进士，授二等侍卫。曾随御驾前往热河，因抓获刺客有功，赐单眼花翎，赏穿黄马褂，诰授武功将军。
嘉庆初年，福建同安人蔡牵在沿海起事，朝廷命孙全谋率兵镇压，周自超率水师，屡破敌军，署海门总兵。历升为崖州参将，兼香山水陆协统，保举虎门总兵。不久坐新会黄象新炮台失守，革职留任。周自超与蔡牵周旋多年，渐萌退意，引病乞归。回乡后，周自超在桃溪之虎溪山坳建房舍数间，题额“环谷草堂”，日以诗琴自娱。道光十七年（1837年）卒，有《环谷草堂诗集》行世。